# HMS Hibernia (établissement terrestre)
Pour les articles homonymes, voir HMS Hibernia.
Le HMS Hibernia est le nom donné à un établissement terrestre de la Royal Navy, qui sert de quartier général à la Royal Naval Reserve à Lisburn en Irlande du Nord. 

## Historique
Commandé en 2009 pour remplacer le croiseur léger de classe C HMS Caroline (1914) en tant qu'établissement de formation pour le RNR en Irlande du Nord, le HMS Hibernia fait partie de Thiepval Barracks à Lisburn, siège du 38th (Irish) Brigade (en)   dans le comté d'Antrim. L'unité compte environ 100 officiers et matelots.